# Katzweiler
Katzweiler là một đô thị ở huyện Kaiserslautern, bang Rheinland-Pfalz, phía tây nước Đức. Đô thị Katzweiler có diện tích 9,42 km².